# Aleksander Brodowski

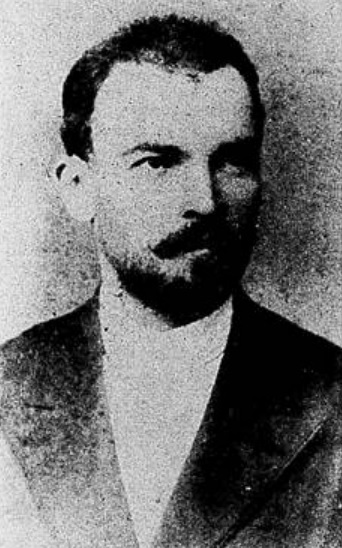

Aleksander Brodowski (Alexandre Brodowski; ur. 7 stycznia 1855 w Zdziechowicach koło Środy Wielkopolskiej, zm. 19 listopada 1899 w Szwajcarii) – polski inżynier kolejowy, pracujący w Brazylii.

## Życiorys
Brodowski studiował na Politechnice w Zurychu, gdzie poznał Antonio de Queiroz Telles Filho, syna brazylijskiego przemysłowca i właściciela ziemskiego barona Parnaiba. Dzięki jego pomocy Brodowski trafił do Brazylii i rozpoczął pracę w kompanii kolejowej São Paulo Railway, a później w Companhia Mogiana de Estradas de Ferro, której fundatorem był właśnie baron Parnaiba.
W latach 80. XIX wieku Brodowski pracował nad budową nowych odcinków kolei Mogiana, w tym górskiego odcinka przechodzącego przez Serra de Caldas. W 1887 polski inżynier został mianowany inspektorem kilku odcinków tej linii, a w 1890 – inspektorem generalnym całej linii Mogiana. Z tego stanowiska zrezygnował w 1896, by rozpocząć pracę nauczyciela akademickiego na Politechnice w São Paulo.
12 lipca 1892 ożenił się z siostrą Antonia – Zenaidą de Queiros Telles. Praca w trudnym klimacie stała się przyczyną gruźlicy. Pod koniec 1898 choroba zmusiła go do opuszczenia Brazylii i podjęcia leczenia w Szwajcarii, gdzie zmarł w 1899 w wieku 43 lat. Został pochowany na Cmentarzu Pocieszenia w São Paulo.
Na jego cześć nazwane zostało miasto Brodowski, położone niedaleko Ribeirão Preto w stanie São Paulo, które rozwinęło się właśnie dzięki linii kolejowej doprowadzonej tam przez inżyniera Brodowskiego.
W 1894 r. jego imieniem nazwano stację kolejową Brodowski w stanie São Paulo, przy magistrali kolejowej Companhia Mogiana de Estradas de Ferro, łączącej Ribeirão Preto z Uberabą.